# Wolves (песня Канье Уэста)
«Wolves» (с англ. — «Волки») — песня американского музыканта Канье Уэста, из его седьмого студийного альбома The Life of Pablo. Была спродюсирована Cashmere Cat и Sinjin Hawke. Изначально планировалась как вступительная песня к альбому. Уэст дебютировал с песней 12 февраля 2015 года на показе мод, где он также представил свою новую обувь Adidas. Презентация транслировалась в прямом эфире по всему миру.
Стал вторым подтвержденным треком с альбома. Включает вокал Сии и Вика Менсы. Первоначальная версия включала дополнительный куплет Уэста и вокал Фрэнка Оушена в финале. Однако в марте 2016 года альбом был дополнен новой версией песни, в которой были восстановлены стихи Сии и Менса. Заключительная часть Фрэнка Оушена была вынесена на отдельный трек под названием «Frank's Track». Песня была использована в трейлере криминального сериала Netflix «Озарк». Песня получила положительные отзывы музыкальных критиков.

## История
«Wolves» была спродюсирована Cashmere Cat и Sinjin Hawke. Записана при участии австралийской певицы и автора песен Сии и чикагского рэпера Вика Менса. Песня была описана как «меланхоличная» и «мрачная» с медленным битом, минимальной аранжировкой и сильно настроенным автотюном. Припев исполняет Вик Менса, а Сиа исполняет «блюзовую» версию слов Уэста примерно через две минуты и три секунды после начала песни. Первоначальная версия альбома включала рэп Уэста и унылое завершение от Фрэнка Оушена. В марте 2016 года, через месяц после выхода альбома, Уэст обновил трек-лист альбома, добавив переработанную версию «Wolves», которая включает ранее удаленный вокал Менса и Сии. Заключительное часть в исполнении Фрэнка Оушена была вынесена на отдельный трек под названием «Frank's Track».

## Музыкальное видео
Музыкальный видеоклип на песню был выпущен 29 июля 2016 года в рамках рекламной кампании французского дома высокой моды Balmain. В видео также участвуют Ким Кардашьян, Алессандра Амбросио, Джоан Смоллс, Джордан Данн, Джозефин Скрайвер, Кайли Дженнер, Сиа и Вик Менса. Видео черно-белое, на нем Уэст и его жена одеты в те же наряды, что и на Met Gala 2015 года.

## Критика
Песня получила широкое признание музыкальных критиков. Бриттани Спанос из Rolling Stone сказала, что эта песня напоминает работу Уэста над его четвертым студийным альбомом 808s & Heartbreak. Ношин Икбал из The Guardian охарактеризовала песню словами: «Жестокий минимализм в стиле Yeezus». Спенсер Корнхабер из The Atlantic считает песню «очаровательной». Кристофер Хутон из The Independent написал: «Это красивая песня, и нестандартные барабаны на заднем плане в хорошем смысле выводят ее из равновесия». Томас Уэлч из High snobiety сказал: «Это одно из самых сильных сочинений о Пабло, да и вообще, во всем творчестве Канье».

## Коммерческий успех
«Wolves» достиг 21-й строчки в чарте Billboard Top Triller U.S.. Песня также попала в чарт UK Singles Chart, достигнув 88-й строчки.

## Живые выступления
Уэст был одним из нескольких музыкальных гостей на шоу Saturday Night Live 40th Anniversary Special, которое транслировалось на NBC в феврале 2015 года. Он исполнил песни «Jesus Walks» и «Only One», затем к нему присоединились Сиа и Менса для живого дебюта «Wolves». Все трое вокалистов на протяжении всей песни стояли на коленях из-за ограниченного пространства сцены. Сиа выступала в большом белом парике.